# Jar Station
Jar Station (Jar stasjon) er en metrostation på Kolsåsbanen på T-banen i Oslo. Den er desuden stoppested på sporvejen Lilleakerbanen, der følges med T-banen mellem Jar og Bekkestua.
Stationen blev lukket 1. juli 2006 sammen med Kolsåsbanen, da denne skulle opgraderes til metrostandard. Til gengæld fortsatte sporvognene fra deres hidtidige endestation ved Jar til Bekkestua fra 20. august 2007. Tidligere havde enkelte sporvogne fortsat helt til Avløs, så bane og stationer var forberedt på det. 15. februar 2009 betød opgraderingen imidlertid, at sporvejen måtte afkortes til Lilleaker. Efter opgraderingen vendte T-bane og sporvogne atter tilbage til Jar 1. december 2010. Stationen var herefter midlertidig endestation for Kolsåsbanen, til den blev forlænget til Bekkestua 15. august 2011 og senere videre til Kolsås. Sporvejen blev forlænget til Bekkestua igen 19. januar 2014.
På nordsiden af sporvejen ligger friluftsområdet Jarmyra med Bærumsveien (Fylkesvei 160) på den anden side. Ved stationen passerer Vollsveien både Bærumsveien og sporvejen på en bro. Bærumsveien er vigtig for trafik fra store dele af Bærum til Oslo. Vollsveien er en vigtig forbindelse fra det øvre Bærum ned til Lysaker med Europavej E18. Stationsområdet er derfor et vigtigt knudepunkt med flere buslinjer.
Lige øst for stationen ligger Lysakerelven, der går fra Bogstadvannet til Oslofjorden ved Lysaker, og som udgør grænsen mellem Oslo og Bærum kommuner.
Lige syd for stationen ligger resterne af Jar gård. Området syd for sporvejen mellem Jar og Tjernsrud blev bebygget med villaer omkring 1929. Grundene var store, hvilket i nyere tid er udnyttet til at bygge yderligere huse i de gamle haver.
Navnet Jar kommer af ordet jare (kant, norrønt jaðarr), her for eksempel kanten mod Lysakerelevens dybe dal.